# Epic Fail
Epic Fail (dt. episches Scheitern) ist ein englischsprachiger Begriff. Er steht sinngemäß für „totales Scheitern“ und bezeichnet einen peinlichen Fehler oder einen besonders schlimmen Fall des Versagens. Der Begriff entstammt der Internetszene und wird häufig als Hashtag oder Meme auf sozialen Plattformen genutzt, um beispielsweise Videos entsprechend zu kennzeichnen, die ein besonders dramatisch oder humorvoll dargestelltes Scheitern zeigen.

## Rezeption
2011 erreichte der Begriff „Epic Fail“ den zweiten Platz bei der Wahl zum „Jugendwort des Jahres“ des Langenscheidt-Verlags.